# Copán
Copán je bio veliki pretkolumbovski grad Maya iz vremena klasičnog razdoblja, poznat po originalnim stelama; danas ruševine u zapadnom Hondurasu, departman Copán.
U civilizaciji Maya Copan se izdizao kao kulturni centar. Natpisi na njegovim kamenim spomenicima ukazuju da su ondje održavane konferencije o matematici i kalendaru, a na keramici i sitnim stvarima (poput nakita) odražava se suradnja i utjecaj drugih središta i područja s Copanom. Zbog toga je Copán upisan na UNESCO-ov popis mjesta svjetske baštine u Sjevernoj Americi još 1980. godine jer „njegove ruševine utvrde i zapanjujući javni trgovi otkrivaju sva tri glavna stupnja razvoja grada prije nego što je napušten u ranom 10. stoljeću”.

## Povijest
Postoje dokazi da je ovo područje bilo naseljeno još u formativnom razdoblju srednjoameričkih kultura (2000. pr. Kr.-300.), no procvat doživljava od 300. – 900. godine kada su nikli i drugi veliki mayanski gradovi kao što su: Palenque, Tikal, Calakmul, Uxmal i dr.
Smješten na granici civilizacije Maya, Copan, kojeg su Maye zvali Oxwitik (mayan za ) je bio raskršće trgovačkih putova za druga područja i kulture. Zbog toga je tu bilo moguće pronaći kakao, pamuk, perje egzotičnih ptica i mnoga druga bogatstva iz Južne Amerike. Politička udruživanja, vjenčanja među vrhovnim dinastijama pružila su stabilnost i mogućnost razvoja ne samo Copana, već i cijele regije. Grad je bio pod vlašću jedne dinastije koja je uvela pismo i građenje monumentalnih građevina, koje su dekorirali složenom ikonografijom. Mozaici na fasadama hramova prikazuju bitke, ratove, smrt i kult predaka (pogotovo mrtvih vladara) što znači da su stanovnici Copana prinosili žrtve vladarima.
Stanovnici Copana nisu bili samo astronomi i kipari. Copanski astronomi izračunali su dotada najtočniji mayanski solarni kalendar. Na popločenom dvorištu igrali su igru loptom, a iz rezultata igre svećenici bi čitali budućnost.
Građevine u Copanu su raspoređene po statusu građana. Vladari su sa svojom obitelji živjeli u raskošnim palačama u centru grada i imali su na raspolaganju mnoštvo soba, te sluge. Bogati trgovci i obrtnici živjeli su u kamenim kućama, dok su poljoprivrednici živjeli u predgrađu u drvenim kolibama. Prisutnost fragmenata školjaka, igala, raznog oruđa upućuje na mogućnost da se to društvo specijaliziralo u proizvodnji ornamenata iz školjki, u izrađivanju tekstila i kože, te košara od pruća. U rezidencijalnim građevinama ostalo je mnoštvo keramičkog posuđa, čaša, lonaca, te oruđe koje su koristili u pripravi hrane.
Grad se tokom stoljeća širio, te se pretpostavlja kako je u okolici Copana u 7. st. živjelo oko 27.500 stanovnika, te je Copan bio najveći i najutjecajniji grad južnog i istočnog područja kulture Maya.
Usiljedila je kriza nakon što je kralj grada Quiriguá, bivšeg vazala, uhvatio i pogubio najmoćnijeg južnomayanskog kralja Uaxaclajuun Ub'aah K'awiila 738. godine. Uslijedio je 17-godišnji građanski rat u kojemu je najviše stradao upravo Copan. Napuštanje grada je nastavljeno zbo prirodnih nepogoda (suša, iscrpljenost tla, pomanjkanje divljači). Zbog sve učestalije neuhranjenosti, bolestiju i povećanja smrtnosti djece, osiromašeno stanovništvo se raselilo po regiji. Potpuno je napušten do 10. stoljeća.
Grad je 1570. godine pronašao Diego García de Palacio, ali nisu istraživane sve do 19. stoljeća kada ga je iskapao John Lloyd Stephens (1839. – 41.). Danas je arheološki lokalitet ugrožen erozijom rijeke, mikroflorom i okolnim naseljima čiji stanovnici prakticiraju poljoprivredu unutar granica lokaliteta. Ovo područje je u zoni snažnog seizmičkog djelovanja, te je oštečeno u najmanje dva potresa.

### Popis vladara Copána
| 1. K'inich Yax K'uk' Mo' (nadimak: "Veliko sunce Prvi Quetzal Ara"), 426. – 437. 2. K'inich Popol Hol ("Veliko sunce"), oko 437. 3. nepoznato ime, oko 455. 4. Ku Ix ili K'altuun Hix, oko 465. 5. nepoznato ime, oko 476. 6. Muyal Jol, oko 485. 7. B'alam Nehn ("Zrcalo jaguara"), 504. – 44. 8. Wil Ohl K'inich ("Glava na zemlji"), 532. – 51. 9. Sak-Lu ("Glava na zemlji"), 551. – 53. | 10. Tzi-B'alam ("Mjesečev jauar"), 553. – 78. 11. K'ak' Chan Yopaat ("Dimna zmija"), 578. – 628. 12. Chan Imix K'awiil ("Dimni jaguar"), 628. – 95. 13. Uaxaclajuun Ub'aah K'awiil ("18. Kunića"), 695. – 738. 14. K'ak' Joplaj Chan K'awiil ("Dimni majmun"), 738. – 49. 15. K'ak' Yipyaj Chan K'awiil ("Dimna školjka"), 749. – 63. 16. Yax Pasaj Chan Yopaat ili Yax Pac, 763.-oko 810. 17. Ukit Took, oko 822. |

## Odlike
Središnji kompleks Copana, akropola s piramidama, terasama i hramovima (promjera 600 x 300 m), nalazi se iznad Obrednog trga koji je spojen s impresivnim loptalištem za srednjoameričku igru loptom, koje je opet spojeno drugim krajem s humkom na kojem se nalaze raskošno isklesana stubišta s monolitima i oltarima. Na jednom hramu sve su stepenice (njih 63) posve prekrivene uklesanim hijeroglifima (njih oko 1.800, što je najveći mayanski natpis), koji vjerojatno govore o povijesti grada, a tu se nalazi i 38 stela od kojih se 14 najvećih nalazi na središnjem trgu. Visoke su 4 metra, a široke 1,5 metra. Na njegovoj zapadnoj strani se nalaze figure jaguara koje su izvorno bile inkrustrirane crnim opsidijanom.
- Ukrašeni nadvratnik portala Zgrade 22
- Stela P kralja K'ak' Chan Yopaata, 7. st.
- Stela D kralja Uaxaclajuun Ub'aah K'awiila, 8. st.
- Kraljevi Copana s druge strane oltara Q

## Poveznice
- Pretkolumbovska umjetnost
- Palenque (Meksiko)
- Calakmul (Meksiko)
- Tikal (Gvatemala)

## Vanjske poveznice
- "Lost King of the Maya" PBSov dokumentarac (engl.)
- David Stuart, Hieroglyphs and History at Copán, na stranicama muzeja Peabody (engl.)